# Isaac Bernays

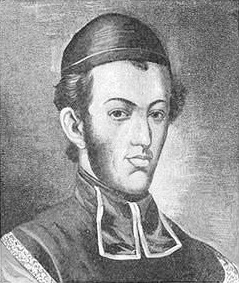
Isaac Bernays

Isaac Bernays (1792 - 1 de maio de 1849) foi rabino chefe em Hamburgo.

## Biografia
Bernays nasceu em Mogúncia. Após terminar seus estudos na Universidade de Würzburg, na mesma cidade em que foi também discípulo do conhecido rabino Abraham Bing, ele foi para Munique como tutor na casa de Err von Hirsch, e mais tarde viveu em Mogúncia como um estudioso.
Em 1821 ele foi eleito rabino chefe da comunidade judaica-alemã em Hamburgo, ocupando uma posição onde um homem com uma visão ortodoxa, porém uma educação moderna, era necessário como líder da congregação. Após negociações pessoais com Lazarus Riesser, que foi encontrá-lo em Mogúncia, Bernays aceitou a posição com as seguintes condições: Todos as instituições religiosas e educacionais da comunidade deveriam ser colocadas sob sua direção. Além disso, ele exigiu um salário fixo, e queria ser chamado "funcionário eclesiático" ou "Chakam", uma vez que os títulos usuais "moreh Tzedek" ou "rabbi" não pareciam para ele ser altamente respeitados naquela época.
Em 1822 ele iniciou a reforma do seminário rabínico, onde as crianças mais pobres da comunidade tinham até então sido ensinadas em Hebreu e aritmética. Ele adicionou aulas de Alemão, ciências naturais, geografia e história, e já em 1827, o que tinha sido somente uma escola para ensino religioso, se tornou em uma boa escola de ensino elementar público. O conselho da comunidade queria ter mais participação na supervisão do curso de instrução, e em consequência de divergências com o Chakam sobre esse tópico, eles suspenderam a a verba dedicada à escola em 1930;no entanto, através da intervenção do senado de Hamburgo, a verba foi reinstituída em 1832, porém Bernays teve que abrir mão do cargo de presidente do conselho da escola, sendo nomeado "ephorus" da escola.
Ele morreu subitamente em 1849, e foi enterrado no cemitério Grindel.
Isaac Bernays era avô de Martha Bernays, esposa de Sigmund Freud, e bisavô de Edward Bernays, o pioneiro das relações públicas.